# Sarah Bonikowsky
Sarah Bonikowsky (ur. 23 sierpnia 1982 w Newmarket) – kanadyjska wioślarka.

## Osiągnięcia
- Mistrzostwa Świata – Eton 2006 – ósemka – 5. miejsce[1].
- Mistrzostwa Świata – Monachium 2007 – ósemka – 6. miejsce[1].
- Igrzyska Olimpijskie – Pekin 2008 – ósemka – 4. miejsce[1].
- Mistrzostwa Świata – Poznań 2009 – ósemka – 6. miejsce[1].